# (24666) Miesvanrohe
(24666) Miesvanrohe (1988 RZ3) – planetoida z pasa głównego asteroid okrążająca Słońce w ciągu 4,62 lat w średniej odległości 2,77 j.a. Odkryta 8 września 1988 roku.